# Недуброво
Неду́брово (рос. Недуброво) — присілок у складі Кічменгсько-Городецького району Вологодської області, Росія. Входить до складу Кічмензького сільського поселення.

## Населення
Населення — 21 особа (2010; 24 у 2002).
Національний склад (станом на 2002 рік):
- росіяни — 100 %